# Estación Julia Dufour
La Estación Julia Dufuour es una estación ferroviaria del ramal ferroviario que une la mina de carbón de Río Turbio con el puerto de Punta Loyola, cerca de Río Gallegos, ubicada en el departamento Güer Aike de la Provincia de Santa Cruz (Argentina). Se trata de una estación donde existía un galpón de locomotoras (hoy desmantelado), así como un desvío. Hoy en día en sus alrededores se encuentra la localidad de Julia Dufour.
La estación se inauguró en el año 1951. En sus inicios esta estación recibió el nombre de La Dorotea o Campamento Dorotea por la estancia del mismo nombre que se encuentra en las cercanías. Originalmente la estación albergaba también el depósito de locomotoras principal del ferrocarril, que fue luego trasladado a Río Turbio. Las viviendas construidas por el RFIRT para el personal de la estación y el del depósito dieron origen al actual pueblo. El nombre actual le fue otorgado en honor a la esposa de Luis Piedra Buena. 
La estación forma parte del Ramal Ferro-Industrial de Río Turbio, que une la mina de Río Turbio, en la Cordillera de los Andes y cercana al límite con Chile, con el puerto de Punta Loyola, en cercanías de Río Gallegos. Se trata de un ramal de trocha angosta (750 mm) perteneciente a YCF (Yacimientos Carboníferos Fiscales, actual YCRT) y funciona actualmente sólo para el transporte de carbón.